# Estadio Ninh Bình
El Estadio Ninh Binh es un estadio multiusos ubicado en la ciudad de Hoa Lư en Vietnam y se usa principalmente para la práctica del fútbol y de atletismo. El estadio fue inaugurado en 1960 y tiene una capacidad para 22 000 personas. El club Vissai Ninh Binh FC de la V-League disputa aquí sus partidos.
El estadio albergó la final de la Copa de Vietnam en 2006 y 2007, y las ediciones de 2009 y 2013 de la Supercopa de Vietnam.